# AZS Olsztyn w sezonie 2003/2004

## Transfery

### Przyszli
| Imię i nazwisko   | Poprzedni klub                           |
| ----------------- | ---------------------------------------- |
| Paweł Zagumny     | Edilbasso Padwa                          |
| Paweł Papke       | Mostostal-Azoty Kędzierzyn-Koźle         |
| Krzysztof Śmigiel | Gwardia Wrocław                          |
| Adam Kurian       | Gwardia Szczytno (powrót z wypożyczenia) |

### Odeszli
| Imię i nazwisko     | Lata gry w AZS | Nowy klub                        |
| ------------------- | -------------- | -------------------------------- |
| Steffen Busse       | 2002-2003      | koniec kariery zawodniczej       |
| Michał Chadała      | 2002-2003      | Mostostal-Azoty Kędzierzyn-Koźle |
| Maciej Dobrowolski  | 1995-2003      | aon hotVolleys Wiedeń            |
| Paweł Siezieniewski | 2000-2003      | Mostostal-Azoty Kędzierzyn-Koźle |

## Drużyna

### Sztab
| Pierwszy trener | Grzegorz Ryś      |
| Drugi trener    | Stanisław Iwaniak |

### Zawodnicy
| Nr. | Imię i nazwisko   | Data urodzenia            | Wzrost | Pozycja      |
| --- | ----------------- | ------------------------- | ------ | ------------ |
| 1   | Tomasz Kowalczyk  | 15 marca 1976(dts)        | 198 cm | środkowy     |
| 2   | Wojciech Grzyb    | 4 stycznia 1981(dts)      | 205 cm | środkowy     |
| 4   | Mariusz Szyszko   | 8 marca 1969(dts)         | 188 cm | rozgrywający |
| 5   | Paweł Zagumny     | 18 października 1977(dts) | 200 cm | rozgrywający |
| 6   | Piotr Poskrobko   | 7 lipca 1973(dts)         | 196 cm | przyjmujący  |
| 7   | Paweł Kuciński    | 15 marca 1973(dts)        | 193 cm | libero       |
| 8   | Krzysztof Śmigiel | 6 maja 1974(dts)          | 198 cm | uniwersalny  |
| 9   | Adam Kurian       | 7 października 1982(dts)  | 202 cm | atakujący    |
| 11  | Łukasz Kadziewicz | 20 września 1980(dts)     | 206 cm | środkowy     |
| 12  | Mark Siebeck      | 14 października 1975(dts) | 195 cm | przyjmujący  |
| 14  | Paweł Papke       | 13 lutego 1977(dts)       | 196 cm | atakujący    |
| 15  | Mariusz Sordyl    | 27 listopada 1969(dts)    | 200 cm | atakujący    |

## Mecze w Polskiej Lidze Siatkówki

### Faza zasadnicza
| 04.10.2003 | PZU AZS Olsztyn | 1:3 (25:17, 16:25, 23:25, 22:25) | EKS Skra Bełchatów |

| 11.10.2003 | KS Gwardia Wrocław | 2:3 (18:25, 26:24, 16:25, 25:20, 11:15) | PZU AZS Olsztyn |

| 18.10.2003 | PZU AZS Olsztyn | 3:0 (25:17, 25:10, 25:10) | BBTS Siatkarz Original Bielsko-Biała |

| 25.10.2003 | NKS Nysa | 0:3 (19:25, 16:25, 16:25) | PZU AZS Olsztyn |

| 08.11.2003 | PZU AZS Olsztyn | 3:0 (25:22, 25:21, 25:17) | Mostostal-Azoty SSA Kędzierzyn-Koźle |

| 15.11.2003 | Pamapol AZS Częstochowa | 3:1 (22:25, 25:21, 25:18, 25:23) | PZU AZS Olsztyn |

| 22.11.2003 | PZU AZS Olsztyn | 3:1 (19:25, 25:18, 25:23, 25:17) | Ivett Jastrzębie Borynia |

| 29.11.2003 | KP - Polska Energia SSA Sosnowiec | 2:3 (24:26, 29:27, 21:25, 25:19, 11:15) | PZU AZS Olsztyn |

| 06.12.2003 | PZU AZS Olsztyn | 3:0 (25:21, 25:15, 25:20) | AZS Politechnika Warszawska |

| 13.12.2003 | EKS Skra Bełchatów | 3:2 (25:21, 20:25, 24:26, 27:25, 15:11) | PZU AZS Olsztyn |

| 17.01.2004 | PZU AZS Olsztyn | 3:0 (25:20, 25:21, 25:20) | KS Gwardia Wrocław |

| 24.01.2004 | BBTS Siatkarz Original Bielsko-Biała | 1:3 (22:25, 25:20, 21:25, 14:25) | PZU AZS Olsztyn |

| 31.01.2004 | PZU AZS Olsztyn | 3:0 (25:18, 33:31, 25:17) | NKS Nysa |

| 07.02.2004 | Mostostal-Azoty SSA Kędzierzyn-Koźle | 2:3 (13:25, 25:20, 25:21, 20:25, 11:15) | PZU AZS Olsztyn |

| 14.02.2004 | PZU AZS Olsztyn | 3:2 (19:25, 25:21, 22:25, 25:17, 19:17) | Pamapol AZS Częstochowa |

| 21.02.2004 | Ivett Jastrzębie Borynia | 3:0 (25:17, 25:17, 25:16) | PZU AZS Olsztyn |

| 28.02.2004 | PZU AZS Olsztyn | 0:3 (17:25, 22:25, 23:25) | KP - Polska Energia SSA Sosnowiec |

| 06.03.2004 | AZS Politechnika Warszawska | 3:0 (26:24, 30:28, 25:22) | PZU AZS Olsztyn |

### Faza playoff - ćwierćfinał (do 3 zwycięstw)
| 18.03.2004 | PZU AZS Olsztyn | 3:1 (28:26, 25:19, 22:25, 25:21) | Mostostal-Azoty SSA Kędzierzyn-Koźle |

| 19.03.2004 | PZU AZS Olsztyn | 3:0 (25:20, 25:13, 25:18) | Mostostal-Azoty SSA Kędzierzyn-Koźle |

| 23.03.2004 | Mostostal-Azoty SSA Kędzierzyn-Koźle | 0:3 (25:27, 17:25, 22:25) | PZU AZS Olsztyn |

### Faza playoff - półfinał (do 3 zwycięstw)
| 28.03.2004 | EKS Skra Bełchatów | 2:3 (25:10, 25:20, 23:25, 22:25, 10:15) | PZU AZS Olsztyn |

| 29.03.2004 | EKS Skra Bełchatów | 3:0 (25:20, 25:18, 25:23) | PZU AZS Olsztyn |

| 02.04.2004 | PZU AZS Olsztyn | 3:0 (25:21, 25:13, 25:22) | EKS Skra Bełchatów |

| 03.04.2004 | PZU AZS Olsztyn | 1:3 (19:25, 22:25, 25:22, 24:26) | EKS Skra Bełchatów |

| 06.04.2004 | EKS Skra Bełchatów | 2:3 (25:23, 15:25, 21:25, 26:24, 13:15) | PZU AZS Olsztyn |

### Faza playoff - finał (do 3 zwycięstw)
| 09.04.2004 | Ivett Jastrzębie Borynia | 3:0 (25:18, 25:23, 27:25) | PZU AZS Olsztyn |

| 10.04.2004 | Ivett Jastrzębie Borynia | 3:1 (25:22, 16:25, 25:22, 28:26) | PZU AZS Olsztyn |

| 16.04.2004 | PZU AZS Olsztyn | 2:3 (22:25, 27:25, 23:25, 25:20, 13:15) | Ivett Jastrzębie Borynia |

## Mecze w Pucharze Polski

### 1/8 finału
|  | PZU AZS Olsztyn | 3:1 (25:21 25:21 21:25 25:23) | Mostostal-Azoty SSA Kędzierzyn-Koźle |

| 28.10.2003 | Mostostal-Azoty SSA Kędzierzyn-Koźle | 1:3 (23:25 15:25 25:21 28:30) | PZU AZS Olsztyn |

### Ćwierćfinał
| 13.11.2003 | Ivett Jastrzębie Borynia | 2:3 (14:25 22:25 25:21 25:22 12:15) | PZU AZS Olsztyn |

| 20.11.2003 | PZU AZS Olsztyn | 3:0 (25:23 26:24 25:22) | Ivett Jastrzębie Borynia |

### Półfinał
| 13.03.2004 | KP - Polska Energia SSA Sosnowiec | 3:2 (25:18, 25:17, 20:25, 20:25, 15:13) | PZU AZS Olsztyn |